# Germán Escalante Bolaños
Justo Germán Escalante Bolaños (Cusco, 28 de mayo de 1942 - Lima, 22 de octubre del 2010) fue un empresario, economista y político peruano. Fue senador de la república desde julio de 1990 hasta su disolución en abril de 1992.

## Biografía
Nació en el Cusco, el 28 de mayo de 1942. Fue hijo de Adrian Escalante y de Maria Bolaños. Fue el mayor de 8 hermanos.
Estudió la carrera de Economía en la Universidad San Martín de Porres.
En los 80s fue uno de los pioneros de la instalación del mercado de productores de Santa Anita (hoy Gran Mercado Mayorista de Lima) siendo miembro fiscalizador de la Junta directiva de dicho mercado. Justamente los comerciantes del mercado viendo que sus demandas y peticiones no eran atendidas deciden proponer a algunos representantes al Congreso de la República, entre ellos a Escalante Bolaños.
Fue padre de 2 hijos: Adrian Escalante y Germath Escalante.

## Vida política

### Senador de la República
En las elecciones parlamentarias de 1990, Escalante decidió postular al Senado de la República por el partido Cambio 90 que tenía como candidato presidencial a Alberto Fujimori. Escalante resultó elegido, con 5,361 votos, para el periodo parlamentario 1990-1995.
Durante su labor parlamentaria, fue primer vicepresidente del Senado presidido por Felipe Osterling para la legislatura 1991-1992 e integró las Comisiones de Relaciones Exteriores y Agricultura, viajando a países asiáticos y europeos en busca de acuerdos comerciales de exportación de productos agrícolas.

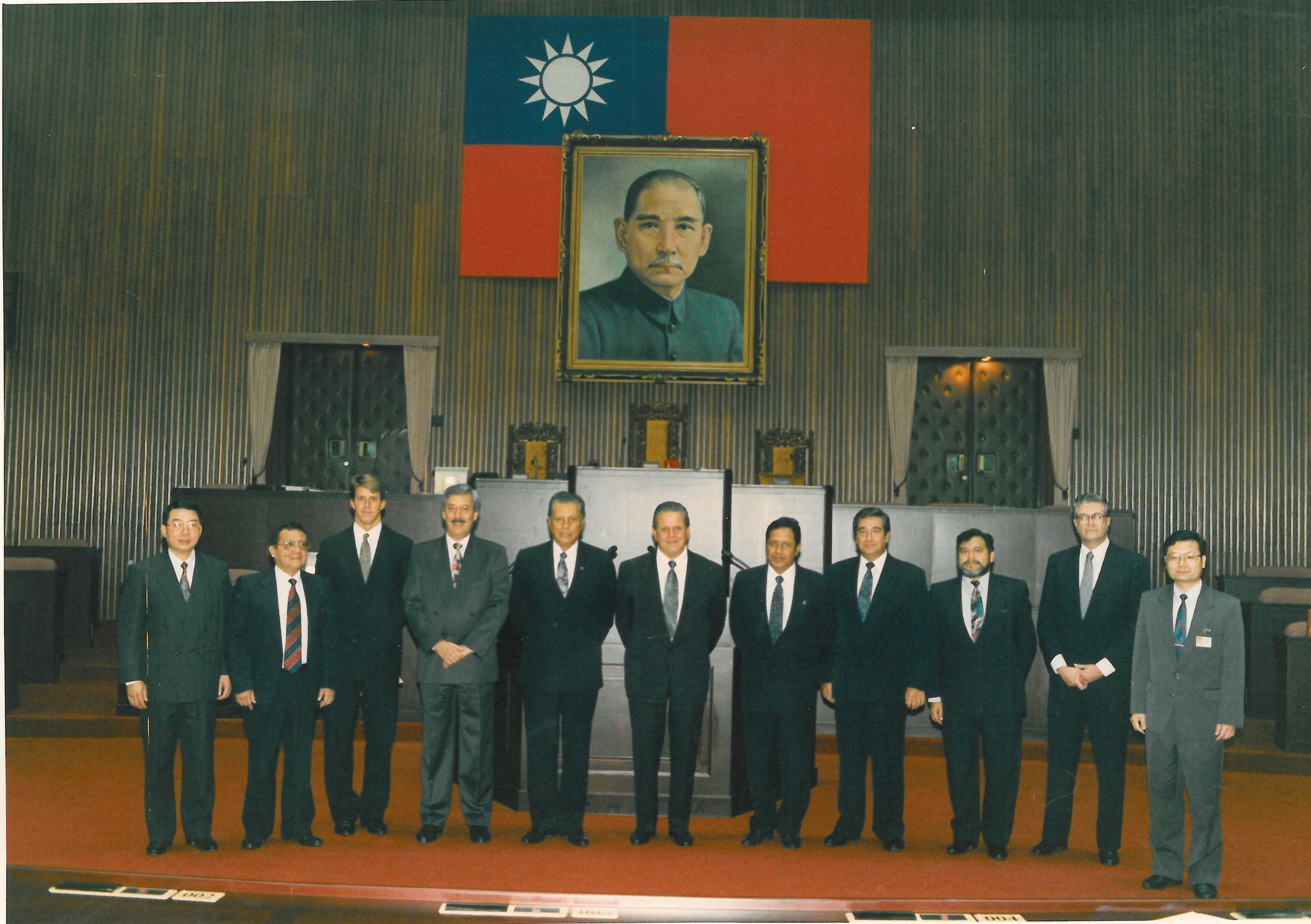
Germán Escalante junto a Felipe Osterling, Roger Cáceres Velásquez y otros senadores

El 5 de abril de 1992, su cargo parlamentario fue disuelto tras el autogolpe de estado decretado por el presidente Alberto Fujimori. Durante el golpe, Escalante fue impedido de ejercer sus funciones e incluso sufrió un arresto domiciliario el cual fue frustrado ya que él se encontraba en la noche del golpe en su domicilio alternativo en el Centro de Lima.
En una entrevista desde su domicilio, Escalante cuenta que intentó comunicarse con Alberto Fujimori para hacerle reflexionar sobre la decisión tomada pero en esos momentos Fujimori ya se encontraba en el Servicio de Inteligencia Nacional organizando los siguientes pasos a seguir. Viendo éstos acontecimientos, Escalante renunció a Cambio 90 y junto a los demás legisladores apoyaron la proclamación de Máximo San Román como nuevo presidente de la República. 
Pasados éstos acontecimientos, se apartó por completo de la vida política para ocuparse de sus negocios y su familia.
Al ser testigo de algunas irregularidades por parte de la junta directiva del Mercado de productores de Santa Anita, se desvinculó por completo de dicha organización a mediados de los años 90.
Para las elecciones generales del 2001, fue anunciado para ser nuevamente candidato al Congreso de la República, sin embargo, rechazó su candidatura.

## Fallecimiento
El 22 de octubre del 2010, Germán Escalante falleció a los 69 años, víctima de cáncer. Sus restos fueron sepultados en el Cementerio Campo Fé.

## Enlace de referencia
https://web.archive.org/web/20101224154631/http://www.cepes.org.pe/debate/debate12/06_articulo.pdf
https://web.archive.org/web/20171116083123/http://cronologiapoliticadelperu.org/2014/05/21/senadores-1990-1992/
https://www.congreso.gob.pe/proyectosley_senadores_1990-1992/